# Копеліович Олександр Ілліч
Олександр Ілліч Копеліович (12 жовтня 1944 — 12 лютого 2018) — радянський і український вчений-фізик, педагог, громадський діяч, лауреат Державної премії України.

## Біографічні відомості
Батьки — фізики Ілля Мойсейович Копеліович (1912—1979), доцент Харківського політехнічного інституту, і Тетяна Ізраїлівна Соколовська (1918—1998), старший науковий співробітник Інституту монокристалів.
Закінчив Харківський політехнічний інститут (1967). Працював у Фізико-технічному інституті низьких температур ім. Б. І. Вєркіна Національної академії наук України, остання посада — провідний науковий співробітник. Доктор фізико-математичних наук, професор, старший науковий співробітник . Кандидатську дисертацію захистив у 1973 (науковий керівник Р.М. Гуржи) . Докторська дисертація: «Механізми низькотемпературної електронної релаксації в чистих металах» (1987).

## Наукова діяльність
Основний напрямок наукової роботи — теоретичні дослідження електронних характеристик металів та низьковимірних провідників при низьких температурах. Зокрема, О. І. Копеліовичем було розвинуто теорію оптичних властивостей металів з урахуванням віртуальних міжзонних переходів. Він побудував теорію динамічних явищ у неоднорідній спін — поляризованій  електронній рідині. Була розвинута теорія статичного скін-ефекту у металах, побудована теорія процесів імпульсної релаксації у двовимірних провідниках.

## Вибрані публікації
1. R.N. Gurzhi, A.I. Kopeliovich, and S.B. Rutkevich "Kinetic Properties of Two-Dimensional Metal Systems" (Adv. Phys., V.36 (1987)).
2. R.N. Gurzhi, A.N. Kalinenko, A.I. Kopeliovich, Electron-Electron Collisions and a New Hydrodynamic Effect in Two -Dimensional Electron Gas, Phys. Rev. Lett., 72, 3872 (1995).
3. R.N. Gurzhi, A.N. Kalinenko, A.I. Kopeliovich, The Theory of Kinetic Effects in Two-Dimensional Degenerate Gas of Colliding Eletrons, Fiz. Nizk. Temp., 23, 58 (1997) [Low Temp. Phys., 23, 44, (1997)].
4. A.V. Yanovsky, H.. Predel., H.. Buhmann, R.N. Gurzhi, A.N. Kalinenko, A.I. Kopeliovich, L.W. Molenkamp, Angle-Resolved Spectroscopy of Electron-Electron Scattering in a 2d System, Europhys. Lett., 56, 709 (2001).
5. R.N. Gurzhi, A.N. Kalinenko, A.I. Kopeliovich, A.V. Yanovsky, E.N. Bogachek, and Uzi Landman, Spin-Guide Source of High Spin-Polarized Current, Phys. Rev. B 68, 125113 (2003).
6. R.N. Gurzhi, A.N. Kalinenko, A.I. Kopeliovich, A.V. Yanovsky, E.N. Bogachek, and Uzi Landman, Influence of Electron-Electron Scattering on Spin-Polarized Current States in Magnetic Wrapped Nanowires, Fiz. Nizk. Temp., 29, 809 (2003) [Low Temp. Phys. 29 606 (2003)].
7. R.N. Gurzhi and A.I. Kopeliovich "Low Temperature Electric Conductivity of Pure Metals" (Uspekhi. Fiz. Nauk, v.133 (1981)).

## Нагороди, звання
- Лауреат Державної премії України [5].